# Музей первых американцев
Музей первых американцев (англ. First Americans Museum) — музей, который расположен в Оклахома-Сити, США. Ранее был известен как Культурный центр и музей американских индейцев (American Indian Cultural Center and Museum). Официальное открытие состоялось 18 сентября 2021 года.

## Предыстория
Центр был основан в 1990-х годах и ранее назывался Культурным центром и музеем американских индейцев. Строительство началось в 2006 году, было заморожено в 2012 году, когда прекратилось государственное финансирование, но возобновилось в 2019 году после того, как права на музей были переданы от штата Оклахома в Оклахома-Сити.

## Цель создания
Музей первых американцев был создан, чтобы «служить культурным центром, способствующим повышению осведомленности и просвещению широкой общественности об уникальных культурах, разнообразии, истории и вкладе первых американских наций в Оклахоме сегодня».

## Персонал
Исполнительный директор — Джеймс Пеппер Генри (канза/крики). Заместитель директора — Шошана Вассерман (тлоптлокко/крики). Главный куратор — Хизер Ахтон (чокто/чикасо). Лоретта Барретт Оден (потаватоми) — кулинарный архитектор в ресторане Thirty Nine, расположенном на территории музея.